# Qin Yi
Dans ce nom, le nom de famille, Qin, précède le nom personnel.
Pour les articles homonymes, voir Qin.
Qin Yi (en chinois : 秦怡 ; Wade : Ch'in I), née le 31 janvier 1922 à Shanghaï et morte le 9 mai 2022 dans la même ville, est une actrice chinoise.
Elle a acquis une notoriété par ses spectacles dans la capitale provisoire de la Chine, pendant la Seconde Guerre sino-japonaise, Chongqing.  Elle devient ensuite l'une des actrices de film les plus populaires de Chine, dans les années 1950 et 1960. Après une période difficile durant la Révolution culturelle, à la fin des années 1960 et début des années 1970, elle revient au premier rang dans les années 1980.

## Biographie

### Débuts dans une Chine en transformation
Qin Yi est née en 1922 dans une famille aisée de Shanghai. Son nom à la naissance est Qin Dehe (en chinois : 秦德和). Elle est l'une des nombreuses filles dans la famille. Elle grandit dans une cité qui est alors le centre névralgique de l’industrie cinématographique en Chine, elle aime le cinéma et Ruan Lingyu, actrice glamour des années 1930, est une de ses actrices préférées.
Après l'invasion japonaise de la Chine en 1937, Qin Yi déménage à Wuhan. En 1938, à la suite de l'avancée japonaise, Qin Yi  déménage à nouveau  pour Chongqing, devenue le siège du gouvernement de la République de Chine et de son gouvernement du Guomindang. Elle y reçoit une formation d'acteur. Elle est mise à contribution par plusieurs groupes de théâtre, et joue dans des dizaines de pièce. Elle épouse l’acteur Chen Tianguo (en chinois : 陈天国) en 1939. Le mariage est de courte durée, Chen se révélant alcoolique et violent. Elle décide de divorcer malgré la naissance d’une fille,.

### Actrice dans la Chine de Mao
Après la capitulation du Japon, à la fin de la Seconde Guerre mondiale, Qin Yi revient à  Shanghai. En 1946, elle joue dans le film Une famille fidèle, son premier long-métrage. L’année suivante, elle interprète son premier grand rôle, Far Away Love, de Chen Liting, aux côtés de Zhao Dan, qui fait d’elle une star du cinéma chinois. En 1947, Qin Yi se remarie avec Jin Yan, un acteur chinois d'origine coréenne.
Elle interprète ensuite un premier rôle dans Lost Love, de Tang Xiaodan, aux côtés de son mari Jin Yan. Le film est tourné durant la dernière année de la guerre civile chinoise, et est diffusé  après la prise de Shanghai par les communistes en  mai 1949. En raison du contexte incertain, le film reste peu de temps en salle. Comme d'autres cinéastes et acteurs chinois, Qin Yi et Jin Yan doivent se décider entre trois possibilités : se réfugier dans la colonie britannique de-Hong Kong, rejoindre Taiwan, ou rester à Shanghai et à travailler avec le nouveau régime communiste. Le couple décide de rester.

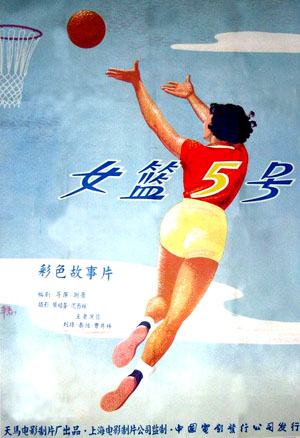
La Basketteuse n°5.

Après 1949, Qin Yi devient une actrice du Shanghai Film Studio nouvellement créé. Elle est reconnue comme une artiste de premier plan par les nouvelles autorités. Elle joue dans de nombreux films, parmi les seconds ou premiers rôles. Certains de ses premiers rôles rencontrent un grand succès et marquent cette phase de reconstruction d’un cinéma chinois, en particulier dans les réalisations du jeune Xie Jin, comme le film La Basketteuse n°5, où elle incarne un personnage nouveau dans le cinéma chinois, une sportive, une  femme à la vitalité décomplexée. Elle s’affirme comme l'une des actrices les plus populaires en Chine tout au long des années 1950 et 1960. Le Premier ministre Zhou Enlai, attaché au renouveau de ce cinéma, la qualifie de « plus belle femme en Chine ».

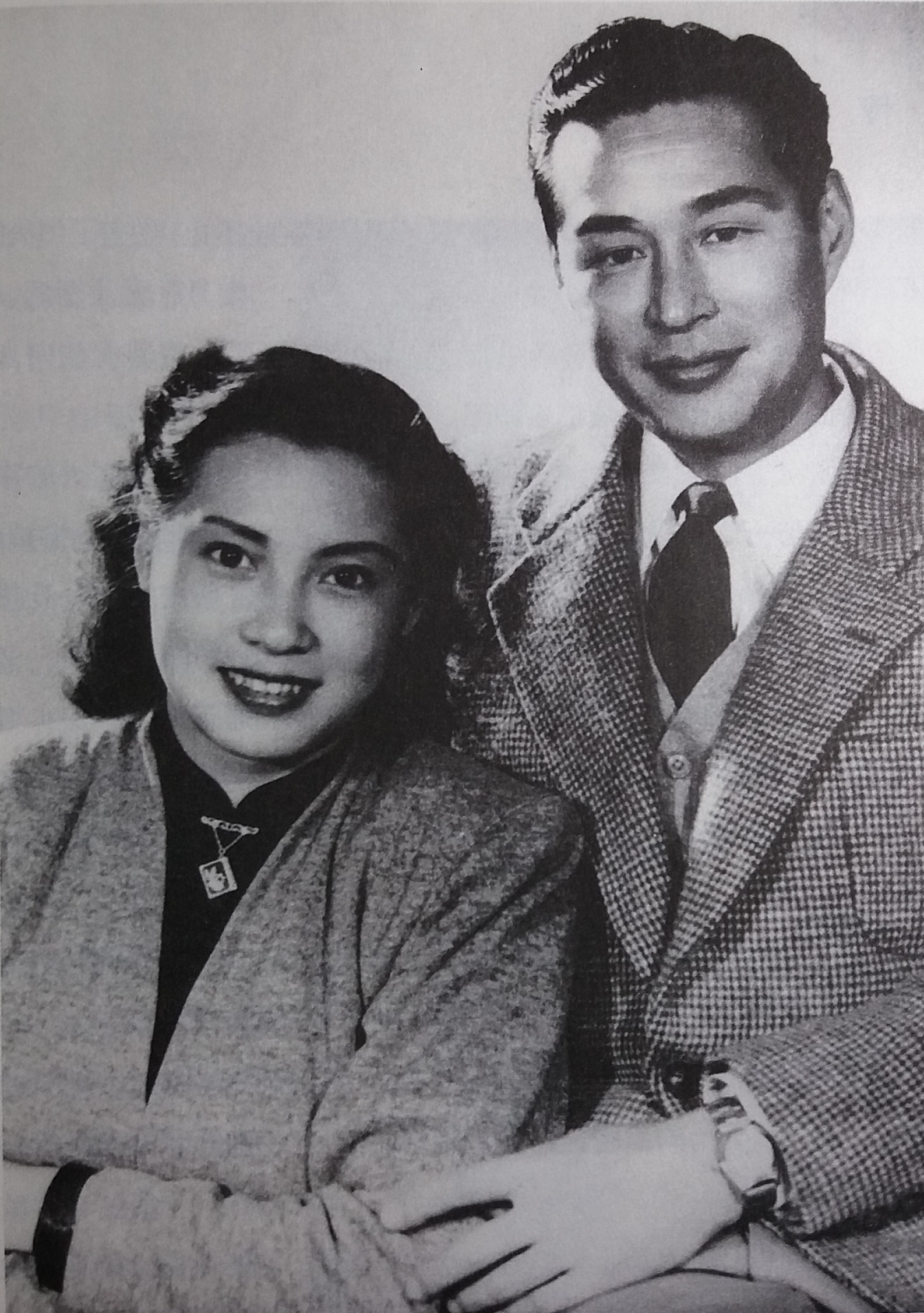
Qin Yi et Jin Yan.

Qin Yi et sa famille ne sont pas épargnés pendant la Révolution culturelle. De tous les domaines artistiques, c'est le cinéma qui paye le plus lourd tribut à la vindicte de Jiang Qing, qui dirige les purges et la répression durant cette période. Le nom de Qin Yi est associé à ceux de Zhao Dan et de Zhang Ruifang, qui ont connu les débuts et la période difficile vécue par Jiang Qing à Shanghai, un passé que veut effacer l'épouse de Mao Tsé-Toung, l'Impératrice rouge. Qin Yi est séparée de sa famille pendant des années, et passe cinq ou six ans à subir des surveillances, des séances de critiques  et à effectuer un travail forcé dans les zones rurales. Son fils, qui est diagnostiqué schizophrène en 1965, juste avant le début de la Révolution culturelle, ne peut pas recevoir les soins médicaux nécessaires et son état se détériore .

### Le retour
Après la fin de la Révolution culturelle, Qin Yi fait un retour dans les années 1980. À la création du China TV Golden Eagle Award en 1983 pour honorer les artistes de la télévision chinoises les plus populaires, elle fait partie des premiers lauréats. Cette même année 1983, son mari Jin Yan  meurt. En 2009, elle remporte une des récompenses de cinéma les plus prestigieuses en Chine, le Coq d'or, pour l'ensemble de ses interprétations ,.

### Famille
De son mariage avec Jin Yan, Qin Yi a eu un fils nommé Jin Jie (en chinois : 金捷), qui souffrait de schizophrénie et ne pouvait vivre de façon indépendante. Qin Yi a pris constamment soin de lui, surtout après la mort de son mari,. Elle s’est également investie dans la prise en compte des handicaps dans la société. En dépit de ses  troubles mentaux, Jin Jie avait un talent de peintre. Lors d'une vente aux enchères de charité, en 2002 à Shanghai, l'acteur Arnold Schwarzenegger a acheté un de ses tableaux et salué le dévouement de Qin Yi auprès de  son fils,,. Jin Jie est mort en 2007 à 59 ans. Qin Yi avait constitué un capital  pour qu’il puisse subvenir à ses besoins, mais comme il l'a précédé dans la tombe, elle a fait don du montant aux victimes du tremblement de terre au Sichuan en 2008.

## Principaux films

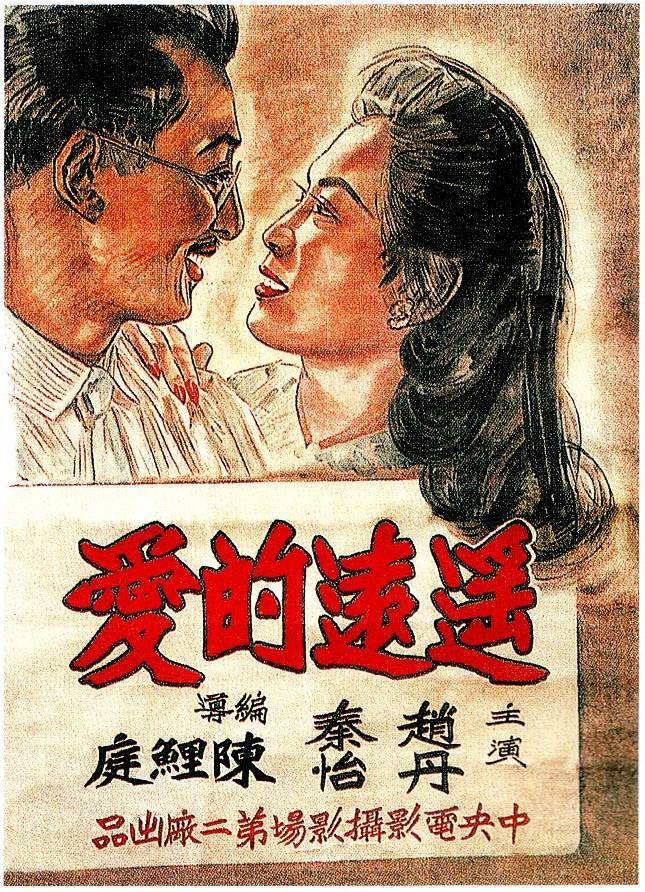
Far Away Love (1947), Un des premiers grands rôles de Qin Yi.

- 1946 : Une famille fidèle (The Loyal Family)
- 1947 : Far Away Love de Chen Liting
- 1949 : Mother (母亲)
- 1949 : Lost Love (失去的爱)
- 1956 : Railway Guerrillas (铁道游击队)
- 1957 : La Basketteuse n°5 de Xie Jin
- 1957 : Troubled Laughter de Yang Yanjin et Deng Yimin
- 1982 : Under the Eaves of Shanghai (上海屋檐下)
- 2017 : Legend of the Demon Cat de Chen Kaige

## Récompenses
China TV Golden Eagle Award
- 1983 Best Actress (for Under the Eaves of Shanghai)[3]

Shanghai International Film Festival
- 2008 Lifetime Achievement Award

Golden Rooster Awards
- 2009 Lifetime Achievement Award[3]

Golden Phoenix Awards
- 2009 Lifetime Achievement Award

### Sources bibliographiques
Par date de parution.
- Marie-Claire Quiquemelle, Le cinéma chinois, Centre Pompidou, 1989 (lire en ligne).
- (en) Yan Jiaqi et Gao Gao, Turbulent Decade : A History of the Cultural Revolution, University of Hawaii Press, 1996, p. 370.
- (en) Staff, « Still in the spotlight », Shanghai Star,‎ 27 mars 2003 (lire en ligne).
- (zh) Tang Mingsheng, « 秦怡: 伟大的母亲 », Guangming Daily,‎ 16 janvier 2006 (lire en ligne).
- (en) Richard J. Meyer, Jin Yan : The Rudolph Valentino of Shanghai, Hong Kong University Press, 2009, 189 p. (ISBN 978-962-209-586-1, lire en ligne).
- (en) « Qin Yi: Being a Mother is My Lifelong Commitment », Radio Chine Internationale,‎ 7 mai 2010 (lire en ligne).
- (zh) Staff sina, « 岁老艺术家秦怡不为人知的晚年生活 », Sina.com,‎ 26 juin 2012 (lire en ligne).
- (en) Hu Min, « Museum celebrates life, times of actres », Shanghai Daily,‎ 25 juin 2011 (lire en ligne).
- (en) Yuwu Song, Biographical Dictionary of the People's Republic of China, McFarland, 2013, 452 p. (ISBN 978-1-4766-0298-1, lire en ligne), « Qin Yi (1922-) », p. 260.

Contexte.
- Jacques Siclier, « Un cinéma sort de l'ombre », Le Monde,‎ 27 octobre 1983 (lire en ligne).
- Régis Bergeron, Le cinéma chinois 1949-1983, t. 2, Paris, éditions L’Harmattan, 1984, 298 p. (ISBN 2-85802-323-9).
- Emma Tassy, « En Chine, un cinéma entre fresques officielles et réalisme », Ulysse,‎ 1er juillet 2007 (lire en ligne).